# Gu Yan
Gu Yan, född 17 mars 1974, är en friidrottare från Kina. Hon deltog vid olympiska sommarspelen 1996.